# Salinas de Janubio

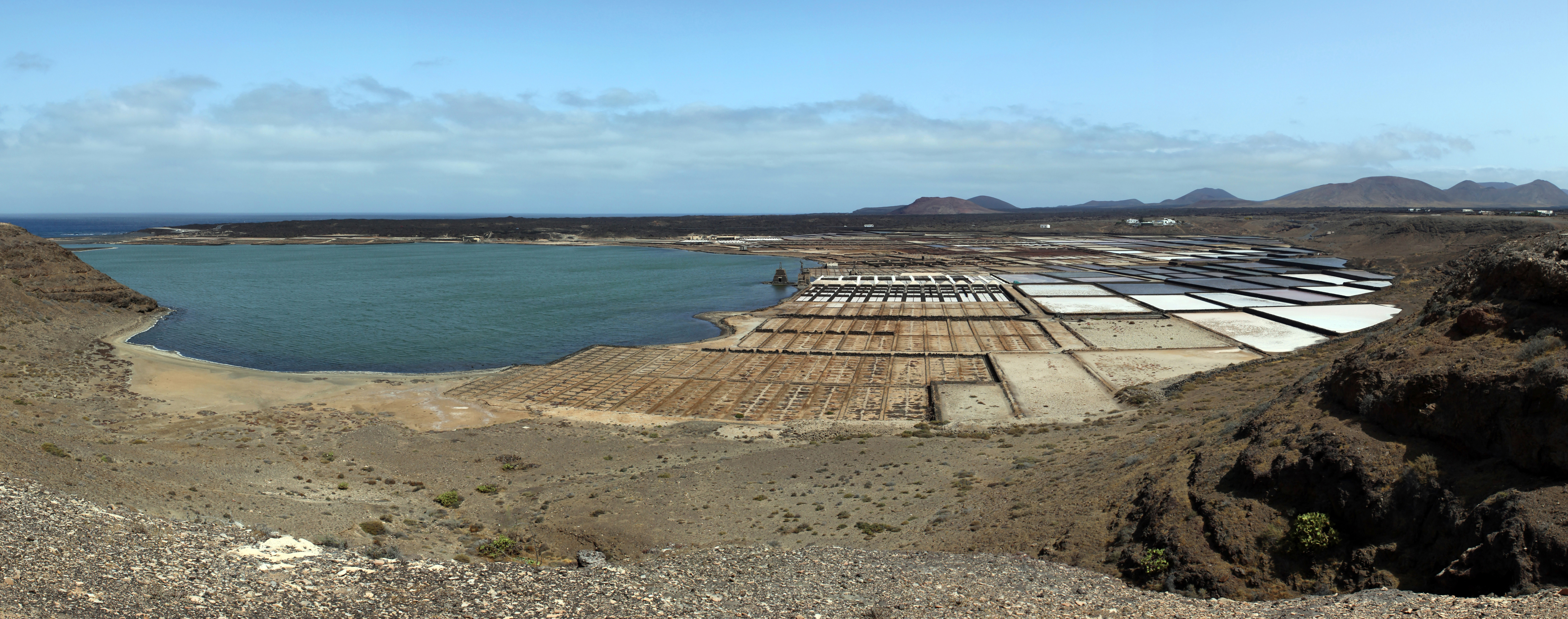
Salinas de Janubio

De Salinas de Janubio vormen het grootste zoutwinningsgebied van de Spaanse eilandengroep Canarische Eilanden. Het bevindt zich aan de zuidwestkust van het eiland Lanzarote in de gemeente Yaiza.
De maximaal drie meter diepe lagune is ontstaan door vulkanische activiteit. Een natuurlijke landtong scheidt de lagune van de Atlantische Oceaan. In het gebied werd in eerste instantie landbouw bedreven. In 1895 werd begonnen met de aanleg van zoutwinningsfaciliteiten. Tegenwoordig is het gebied circa 45 hectare groot.
Tot in de jaren 70 van de twintigste eeuw werd hier zo'n 10.000 ton zeezout per jaar gewonnen. Het zout werd hoofdzakelijk gebruikt voor het zouten van vis. Door teruglopende vangquota, de steeds beter wordende koeltechniek en internationale concurrentie liep de vraag naar zeezout echter drastisch terug.
Momenteel wordt nog slecht een vijfde van het oorspronkelijke gebied actief gebruikt. Ongeveer tien zoutboeren dragen zorg voor een winning van ongeveer 2000 ton zout per jaar. Dit zout wordt voor een deel nog steeds gebruikt voor het conserveren van vis. Een ander deel wordt gebruikt als chloorvervanging in zwembaden, of als tafelzout verkocht.
Langs de LZ-703 bevinden zich diverse uitzichtpunten op deze zoutvelden.